# Al-Hurr ibn Abd ar-Rahman
al-Hurr ibn Abd ar-Rahman ath-Thaqafi (arabisch الحر بن عبد الرحمن الثقفي, DMG al-Ḥurr bin ʿAbd ar-Raḥmān aṯ-Ṯaqafī) ist der vierte Statthalter von Al-Andalus nach dem Beginn der arabisch-berberischen Eroberung im Jahre 711. Er regierte ca. von 715/16–19.
Nach Aussagen der Chronik von 754, der wohl zeitnächsten lateinischen Quelle, wurde al-Hurr auf fürstlichen Befehl ("per principalia iussa", gemeint ist wohl der Kalif in Damaskus) als Nachfolger von Ayub ibn Habib al-Lakhmi (arabisch أيوب ابن حبيب اللخمي, DMG Ayyūb bin Ḥabīb al-Laḫmī) eingesetzt. Seine Residenz befand sich wohl in Córdoba, wo er auch Truppen stationiert hielt.
Die Chronik, die al-Hurr als einen der aktivsten und energischsten Statthalter charakterisiert, schreibt ihm folgende Regierungsmaßnahmen zu: Zum ersten soll er die Macht der Richter im eroberten Gebiet gestärkt haben („per Spaniam lacertos iudicum mittit“). Zum zweiten soll er fast drei Jahre lang versucht haben, durch Kämpfe und Vertragsschlüsse Kontrolle über die Gallia Narbonensis zu gewinnen. Zum dritten soll er administrative Maßnahmen ergriffen haben, indem er die eroberten Gebiete auf die Besteuerung vorbereitete („Spaniam ulteriorem vectigalia censiendo conponens“). Dabei gab er der unterworfenen christlichen Bevölkerung anscheinend diejenigen Landgüter zurück, die sie den Eroberern zur Verfügung gestellt hatten, um dadurch die Steuereinnahmen zu erhöhen („resculas pacificas Christianis ob vectigalia thesauris publicis inferenda instaurat“). Diese paradox anmutende Maßnahme wird verständlich, wenn man wie Collins davon ausgeht, dass muslimische Landbesitzer im Gegensatz zu den christlichen keine Grund- bzw. Bodensteuer bezahlen mussten und damit der Verwaltung keine Gewinne einbrachten.
Eindeutig ist, dass al-Hurr sehr darauf bedacht war, dem Fiskus die notwendigen Einnahmen zu verschaffen: So ließ er berberische Eroberer, die sich schon länger in erobertem Gebiet befanden und dabei Beute zurückbehalten hatten, interrogieren und foltern, z. B. indem er sie in einen Sack voller Würmer und Läuse einwickeln ließ.
Nicht ganz klar ist, wie al-Hurrs Herrschaft endete. Die Chronik von 754 erwähnt lediglich, dass ihm der Statthalter as-Samh ibn Mālik al-Chaulānī folgte.

## Ausgaben und Übersetzungen
- Chronica a. 754, cap. 79–82; in: Theodor Mommsen (Hrsg.): Auctores antiquissimi 11: Chronica minora saec. IV. V. VI. VII. (II). Berlin 1894, S. 356 (Monumenta Germaniae Historica, Digitalisat).
- Kenneth Baxter Wolf: Conquerors and Chroniclers of Early Medieval Spain. Translated Texts for Historians. Liverpool University Press, Liverpool 1999, S. 111–61 (engl. Übersetzung mit Kommentar, Achtung: Andere Kapitelzählung, cap. 59–69, S. 134–38).